# 費爾維尤鎮區 (堪薩斯州福特縣)
費爾維尤鎮區（英語：Fairview Township）為美國堪薩斯州福特縣轄下的鎮區。2010年美国人口普查中此鎮區人口有290人。

## 地理
費爾維尤鎮區涵蓋總面積為188.3平方（72.70平方英里），其中陸地面積為188.2平方（72.66平方英里），水域面積為0.10平方（0.04平方英里）或0.06%。海拔高度795（2,608英尺）。

## 人口統計
根據2010年美國人口普查，費爾維尤鎮區人口有290人，其中男性有148人，女性有142人，人口密度為每平方公里1.54人，住房計128戶。鎮區內的白人有259人，非裔美國人有0人，美洲原住民有3人，亞裔美國人有0人，太平洋島裔美國人有0人，其他種族有23人，混血種族則有5人。此外鎮區內有59人為西班牙裔或拉丁裔美國人。此鎮區之年齡中位數為45.6歲，而男性年齡中位數為45.8歲，女性年齡中位數為45.5歲。

## 交通

### 主要公路
- 56號美國國道
- 400號美國國道